# جیکوب رایت
جیکوب رایت (انگلیسی: Jacob Wright؛ زادهٔ ۲۱ سپتامبر ۲۰۰۵) بازیکن فوتبال اهل بریتانیا است که در حال حاضر برای باشگاه فوتبال منچستر سیتی بازی می‌کند.

## دوران ملی
وی همچنین در تیم‌های ملی فوتبال زیر ۱۶ سال انگلستان، زیر ۱۷ سال انگلستان و زیر ۱۸ سال انگلستان بازی کرده‌است.

## دوران باشگاهی

### منچستر سیتی
او برای باشگاه فوتبال منچستر سیتی در جام EFL فصل ۲۰۲۴–۲۰۲۳ بازی کرد. او در ترکیب تیم منچستر سیتی که برای بازی در جام باشگاه‌های جهان ۲۰۲۳ به عربستان سعودی سفر کرده بود، قرار گرفت. او در ۷ ژانویه ۲۰۲۴ در میان بازیکنان تعویضی من سیتی در جام حذفی مقابل هادرزفیلد تاون قرار گرفت و اولین بازی خود را در بزرگسالان به عنوان بازیکن تعویضی در نیمه دوم انجام داد.